# Françoise Nyssen
Françoise Nyssen (Etterbeek, 9 de juny de 1951) és una editora francesa d'origen belga, codirectora d'Actes Sud (editorial fundada pel seu pare, Hubert Nyssen). El 17 de maig de 2017 va ser nomenada ministra de la Cultura del govern francès.

## Biografia
Llicenciada en química per la Universitat Lliure de Brussel·les, Nyssen també és titular d'un diploma d'urbanisme. Va treballar al Ministeri del Medi Ambient belga. El 1980, va començar a treballar en el món de l'edició, primer com a sòcia i presidenta de la cooperativa d'edició de Paradou. El 1987, es va convertir en sòcia i presidenta del directori de l'editorial Actes Sud, amb seu a Arles i a París (Saint-Germain-donis-Prés, rue Séguier), i va dirigir la col·lecció “A place to go”, creada el 1995.
El maig de 2017 fou nomenada ministra de Cultura del govern d'Édouard Philippe sota la presidència d'Emmanuel Macron, i exercí el càrrec fins al 16 d’octubre de 2018.